# Betasuchus bredai
Betasuchus bredai (gr. "cocodrilo beta de Breda") es la única especie conocida del género extinto Betasuchus de dinosaurio terópodo abelisauroide, que vivió a finales del período Cretácico,hace aproximadamente 70 millones de años, en el Maastrichtiense, en lo que hoy Europa. Betasuchus es el único dinosaurio no aviar nombrado de Holanda y el único terópodo de la cuenca de Maastricht.

## Descripción
Fue un terópodo relativamente pequeño. El fémur tiene una constitución muy primitiva en comparación con otros terópodos del Cretácico Tardío. La cabeza era orientada oblicuamente hacia delante, dirección anteromedial y ligeramente hacia arriba. El trocánter menor se extiende hacia arriba. Una colina redondeada sirve como un punto de partida para el músculo iliofemoral.

## Descubrimiento e investigación

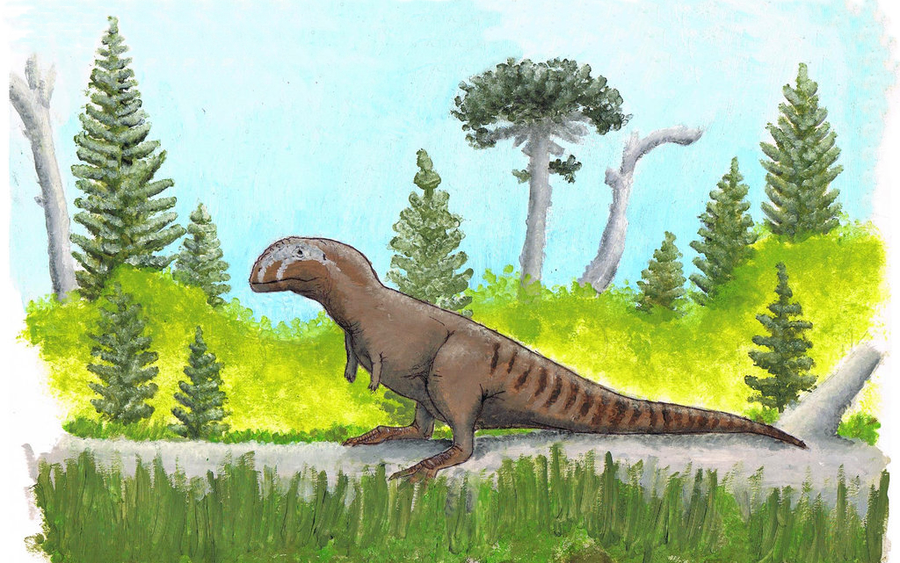
Reconstrucción de Betasuchus como un abelisauroide.

El fósil, holotipo BMNH 42997, hoy NHM R 42997, una parte del fémur derecho, de 312 milímetros largo, que fuera encontrado en Holanda cerca de Maastricht, y originalmente descrito como una especie de Megalosaurus, M. bredai, en 1883 por Harry Seeley, en honor al biólogo y geólogo holandés Jacob Gijsbertus Samuël van Breda, director del Museo Teylers, quien recogiera el fósil en algún momento entre 1820 y 1860 de la cantera Chalkstone de St. Pietersberg. Van Breda no excavó los restos por sí mismo, sino lo compró a de los trabajadores de la mina que en este período cavaron túneles en la piedra en varios niveles de la montaña, por lo tanto es imposible determinar el horizonte temporal exacto, aparte de un general Mastrichtiano, sin embargo todo el material de dinosaurio de esta formación, proviene del último Mastrichtiano, hace alrededor de 66 millones de años. Solamente la parte superior del fémur se ha conservado, del extremo distal cerca de ocho centímetros faltan con un corte limpio cuando el bloque de la tiza que lo contenía fue retirado de la cantera. Otro vio que los cortes dañaron la cabeza del hueso. El fósil era parte de su colección personal, no el museo, y término vendido a Museo de Historia Natural de Londres después de su muerte en 1867. En 1892 el paleontólogo holandés/alemán/belga Johan Casimir Ubaghs refirió algunos dientes, probablemente de un Mosasaurus a M. bredai.
Una revaluación de los fósiles por Friedrich von Huene en 1926, sin embargo, demostró que pertenecían a un género distinto a los megalosaurios, el cual entre los siglos XIX y XX era un taxón "reciclable" donde muchas especies no muy relacionadas se clasificaron juntas. Huene pensó que los fósiles pertenecían a un ornitomímido y le dio el nombre provisional al género de género "Ornithomimidorum género b", el plural normal del genitivo "Ornithomimidae" es " ornithomimidarum", siendo el segundo de dos especies de Megalosaurus que él reasignaba a Ornithomimidae, el primero fue M. lonzeensis del como " Ornithomimidorum género a" . "Ornithomimidorum" se enlista a veces equivocadamente como nombre de género del dinosaurio. Von Huene refirió a esta designación cuando él renombró formalmente a M. bredai en 1932, llamándolo Betasuchus. Betasuchus es conocido solamente por un fémur incompleto, por lo que su relación exacta con otros terópodos es difícil de determinar. Algunos análisis recientes indican que fue un pequeño abelisauroide.

## Clasificación

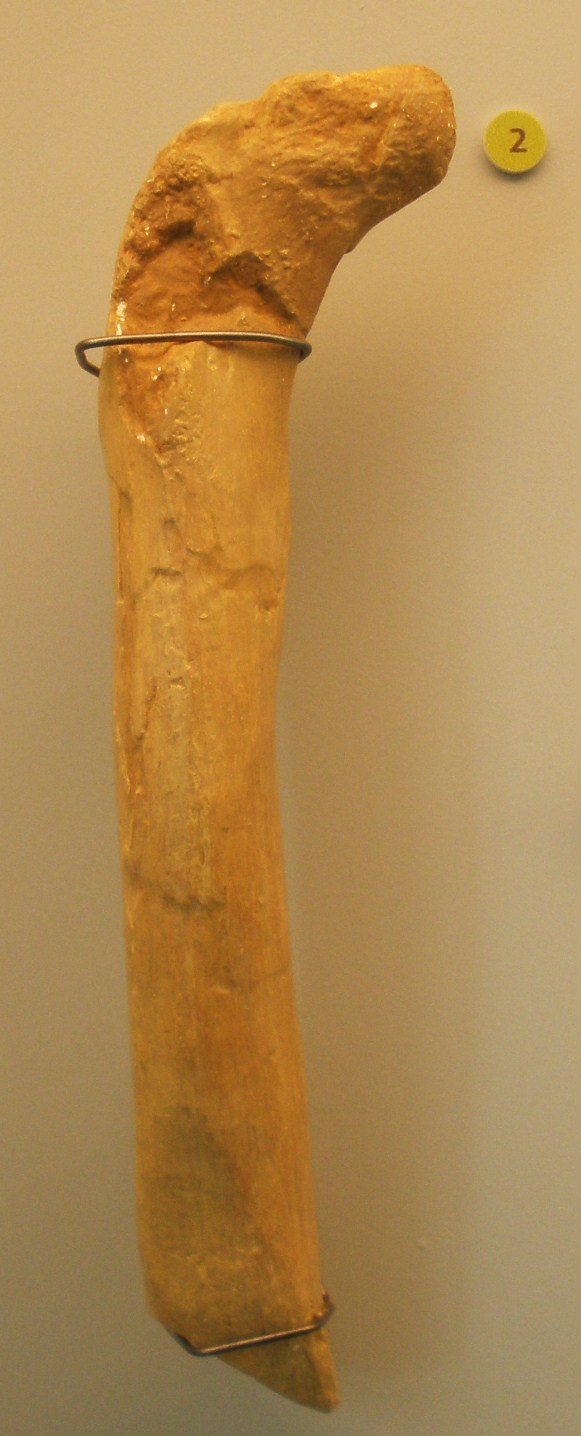
Réplica del fémur

Betasuchus se conoce solamente por un solo fémur incompleto, así que sus relaciones exactas con otros terópodos han sido difíciles de determinar. En 1972 Dale Russell confirmó la opinión de Von Huene que Betasuchus era un ornitomimosauriano, pero también consideraba el nombre un nomen vanum, una enmienda errónea. Algunos autores que usan al material todavía utilizan M. bredai en lugar de Betasuchus. Norman David en 1990 enumeró a Megalosaurus bredai como nomen dubium. Jean le Loeuff y Eric Buffetaut en 1991 concluyeron que era un pequeño abelisáurido, cercano a Tarascosaurus y era bastante distinto para no considerarlo un nomen dubium, mencionando un cuello femoral más estrecho, una carencia de la orientación de la cabeza femoral hacia adelante, la carencia de una abertura, o el agujero, debajo del trocánter y que la cara anterior es más estrecha. Además, en el extremo inferior muestra el principio de una cresta del anterointerna visible, pareciendo ser homólogos a la cresta supracondílea del fémur de Carnotaurus. Rechazaron la colocación dentro de Ornithomimidae, en parte debido a la posición mucho más alta del cuarto trocánter respecto a la parte posterior del fémur. En 1997 Carpenter, Russell y Baird concluyeron que Betasuchus se relaciona con Dryptosaurus, dentro de Tyrannosauroidea. Pero en 2004 Tykoski y Rowe lo colocaron junto con Tarascosaurus dentro de los Abelisauroidea.